# Tróndur í Gøtu

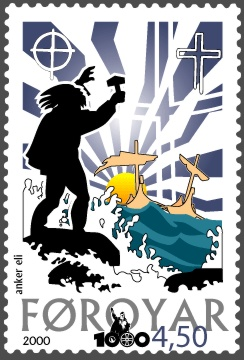
Tróndur wehrt sich mit dem Mjolnir gegen die aus Norwegen heraufziehende Christianisierung seines Landes. Allegorische Darstellung auf einer färöischen Briefmarke im Jahr 2000 vom färöischen Grafiker Anker Eli Petersen.

Tróndur í Gøtu [ˈtɹœndʊɹ ʊi ˈgøːtʊ], altnordisch Þrandr æ Gǫtu (* um 945 in Gøta, Färöer; † 1035 ebenda; in der Literatur oft Trond) war einer der mächtigsten Wikingerhäuptlinge auf den Färöern.

## Leben
Tróndur ist neben Sigmundur Brestisson die Hauptperson in der Färingersaga. Er war der Sohn des wohlhabenden Oberhaupts des Geschlechts von Gøta (Gøtuskeggjar), Torbjørn Gøtuskegg († vor 970), und dessen Frau Guðrun, einer Schwester von Svínoyar-Bjarni (Bjarne). Sein älterer Bruder war Tollakur (Torlak).
Die Färingersaga malt ein recht düsteres Bild von ihm:

„Tróndur war ein großgewachsener Mann mit rotem Haar und rotem Bart, sommersprossig und grimmig vom Aussehen her, mit einem finsteren Gedankengang, durchtrieben und hinterhältig in allen seinen Plänen, ungesellig und böse gegenüber normalen Leuten, aber honigsüß zu all denen, die über ihm standen, und stets verschwiegen in seinem Herzen.“

Nach dem Tode seines Vaters erbte Tróndur den Hof in Gøta. Es mangelte ihm aber bald an Geld, sodass er nach Dänemark fuhr, um dort mit dubiosen Geschäften seine Finanzen aufzubessern. Zurück auf den Färöern, wurde er im Frühjahr 970 vom Goden Havgrímur von Hov angesprochen, ob er nicht an dessen geplanter Rache gegen Brestir und Beinir teilnehmen wolle, welche im Streit zwischen Einar und Eldjarn überlegen waren. Dafür verlangte Tróndur von Havgrímur eine Art lebenslange Rente und das Versprechen, im Hintergrund bleiben zu dürfen.
Beim Mord an Brestir und Beinir war Tróndur somit „unschuldig“, während sein Onkel Svínoyar-Bjarni für eine noch höhere Belohnung in den Kampf zog. Als Brestir und Beinir tot waren, verlangte Tróndur, auch deren beider Söhne, Sigmundur Brestisson und Tóri Beinirsson, zu töten. Sein Onkel weigerte sich (nachdem er schon ihre Väter getötet hatte), und so kamen die beiden Jungen in Tróndurs Obhut.
Im Sommer 970 kam der Händler Ravnur Hólmgarðsfari nach Tórshavn. Kurz vor seiner Abfahrt bot Tróndur die beiden Jungen als Sklaven zum Kauf an. Ravnur erfuhr aber, dass es sich um die beiden Söhne von Brestir und Beinir handelte und lehnte ab. Daraufhin bot Tróndur eine Summe Geld an, damit Ravnur sie dennoch weg von den Färöern nach Norwegen schaffen möge. So kamen diese potenziellen Rächer ihrer Väter zunächst aus seinem Gesichtsfeld, denn Ravnur war einverstanden.

## Geschichtliches Resümee
Während der "färöischen Wikingerzeit" – die Periode währte auf der Inselgruppe von 825 bis 1035 n. Chr. – erreichten die gewaltigen Sippenfehden um mehr Macht und Einfluss auf den von Norwegen beeinflussten nordatlantischen Inseln und der Kampf zwischen dem alteingesessenen Heidentum und der Einführung der neuen Religion des Christentums am Ende des 10. Jahrhunderts ihren Höhepunkt. Als führende Köpfe und Widersacher traten Trondur i Götu, zu deutsch Thrand von Gata, und Sigmundur Brestisson, beide später Nationalhelden der Färöer, ins Licht der Geschichte. Trondur auf Eysturoy, der "Ostinsel", dünkte sich aufgrund seiner vornehmen Herkunft allen anderen Sippenhäuptlingen der Färöer überlegen und beanspruchte die Herrschaft über alle Inseln, da er als reichster Grundbesitzer und Händler der Färöer enge Verbindungen sowohl zum norwegische König Harald Graumantel (um 940–986) als auch zum dänischen König Harald Blauzahn unterhielt. Anscheinend war er auch der einflussreichste Thorspriester auf den Inseln.
Im Gegensatz zu Trondur näherten sich aber Sigmundur Brestisson und sein Vetter Tori Beinirsson dem Mutterland Norwegen unter seinem Regenten Jarl Hakon an und stellten sich ihm als Gefolgsleute in der Schlacht bei Hjørungavåg um 995 gegen die Invasion der Dänen und Jomswikinger zur Verfügung. Nach dem Sieg über die Invasoren und dem Tod des norwegischen Jarls gewann Sigmundur die Gunst des neuen christlichen norwegischen Königs Olav I. Tryggvason, der ihn verpflichtete, als Missionar auf die Färöer zurückzukehren und dort das Christentum einzuführen. Nach seiner Rückkehr auf die Färöer 998 konnte Sigmundur jedoch erst nach Überwinden der heidnischen Gegnerschaft unter Führung Trondurs die Annahme des Christentums ein Jahr später (999) auf dem Tinganes-Thing durchsetzen. Die Färinger, gleich welcher Sippe zugehörig, traten auf dem Thing offiziell zum Christentum über. Damit vollzog sich die Christianisierung der Färöer als rein politischer Akt ein Jahr früher als in Island und Grönland. Der Inselhäuptling, Seeheld und Missionar Sigmundur Brestisson wurde im Verlauf des Jahres 1005 durch den im Heidentum verharrenden Inselbauern von Suduroy, der "Südinsel", Thorgrim den Argen (fär. Thorgrimur Illi), und seine Söhne wehrlos erschlagen und ausgeraubt. Diese Untat verurteilte der mittlerweile zum mächtigsten Färöerhäuptling aufgestiegene Trondur i Götu und ließ in seiner Autorität als Rechtssprecher Thorgrimurs Anwesen nach Beweisen durchsuchen. Sigmundur Brestissons Mörder wurden schließlich nach Überführung und Geständnis durch Thing-Beschluss in Tórshavn, der heutigen Hauptstadt, gehenkt (vgl. Thule XIII 1965, S. 328ff).
Das Verhältnis zwischen den beiden einflussreichen Färöerhäuptlingen Trondur und Sigmundur wurde wie folgt charakterisiert: "Im Gegensatz zu dem bodenständigen Thrand ist Sigmund schon durch seine Abstammung von Mutterseite her Norweger, und durch seinen Vater Brestir, der im Dienst Jarl Haakons des Mächtigen stand, enger als sein Hauptgegner (Thrand) auf den Färöern mit Norwegen verbunden [...] So fühlt sich Sigmund stets im Gegensatz zu Thrand als Königsmann [...] Ein Königsdiener ist Sigmund weder unter Jarl Haakon noch unter König Olaf Tryggvisson geworden. Bei dem ihm von jenen für die Färöer erteilten politischen Aufträge fühlte er sich doch als freier Häuptling" (F. Niedner, Einleitung, Thule XIII 1965, S. 17).

## Schreibweisen
Der Vorname Tróndur [trœndʊr] ist noch heute ein geläufiger färöischer Männername, der sich wie folgt beugt: Tróndur (N.), Trónd (A.), Tróndi (D.), Tróndar (G.). Hierbei ist Trónd der Stamm des Wortes ohne die Nominativendung -ur. Daraus ergeben sich Schreibweisen wie Trónd oder Trond in anderen Sprachen, analog zu Ólavur → Ólav → Olav (Olaf). Im Isländischen und dem altnordischen Original der Färingersaga wird der Name Þrándur geschrieben, auch hier mit der Wurzel Þránd. Daraus ergeben sich Schreibweisen wie englisch Thrand.
Der Nachname í Gøtu ist der Dativ vom Ortsnamen Gøta (heißt gleichzeitig Straße) nach der Präposition í (= „in“). Tróndur í Gøtu bedeutet wörtlich und eingedeutscht also „Trond in Göta“ im Sinne von „Trond aus Göta“ oder „Trond von Göta“. In der englischen Literatur wird er „Thrand of Gate“ genannt, wobei gate (= „Tor“) keine korrekte Übersetzung von gøta ist, gleichwohl eine etymologische Verwandtschaft der Wörter besteht.

## Heutige Rezeption
Gleichwohl Tróndur in der Färingersaga der „Böse“ ist, wird der spätestens seit der Nationalbewegung des 19. Jahrhunderts als früher Freiheitsheld verehrt, der die Unabhängigkeit der Färöer vor dem Griff des norwegischen Königs und dessen Gefolgsmannes Sigmundur verteidigte.
Tróndur ist Gegenstand vieler Geschichten und Lieder, so zum Beispiel des Gandkvæði Tróndar von Janus Djurhuus, das 2008, und des Liedes Tróndur í Gøtu, das 2009 von der färöischen Viking-Metal-Band Týr vertont wurde, oder die populäre Spottweise Í Gøtu ein dag von Tróndur Olsen (1879–1961), die 1915 in Tingakrossur veröffentlicht und 2000 von Eivør Pálsdóttir vertont wurde.
Am 12. Juli 2008 wurde in Gøta ein Denkmal für Tróndur enthüllt, das der färöische Bildhauer Hans Pauli Olsen schuf. Dies geschah im Rahmen einwöchiger Tróndardagarnir („Tróndur-Tage“), in denen auch Eivør Pálsdóttir und Rúni Brattaberg eine Komposition von Gavin Bryars aufführten. Gleichzeitig erschien ein Buch über Tróndur von Sigfríður Joensen; die Feierlichkeiten endeten mit dem G! Festival, auf dem diesmal ausschließlich einheimische Musiker auftraten. Außerdem trägt ein modernes Fischereischiff der Färöer seinen Namen.